# Choriolaus derhami
Choriolaus derhami là một loài bọ cánh cứng trong họ Cerambycidae.